# Norra kajen, Sundsvall
Norra kajen, tidigare benämnd Heffnerskajen, är en stadsdel vid norra sidan av Selångersfjärden i Sundsvall.

## Omvandling från industri till bostadsområde
Norra kajen var tidigare ett industriområde och en viktig plats för Sundsvalls träindustri. I början av 2010-talet inleddes en omvandling till bostadsområde, där de gamla industrilokalerna revs för att göra plats för nya bostadshus. Inledningsvis planerades 1400 bostadslägenheter att byggas i området, såväl som konsthall, hotell, förskolor, affärslokaler, kallbadhus och kontor.
Under 2024 inleddes andra etappen i bygget av Norra kajen, där en ny park, såväl som ytterligare bostadskvarter, parkeringshus, affärer och kontor, planerades uppföras.